# Шплюген (проход)
Проходът Шплюген (на немски Splügenpass; на италиански Passo dello Spluga) е сред най-важните и използвани проходи в Алпите. Той разделя Лепонтинските и Ретийските Алпи, което го поставя в същото време на границата между Източните и Западните Алпи. На север се простира Швейцария, кантон Граубюнден (най-близкото село носи същото име - Шплюген), докато на юг е Италия, регион Ломбардия. И тук в подножието на прохода се намира селце, наречено на него - Монтесплуга.
Шплюген се намира на главното алпийско било и следователно - на главния вододел в Европа между басейните на Северно и Средиземно море. По-конкретно на север е долината на Заден Рейн - един от съставните притоци на Рейн, докато на юг е долината на река Лиро. Тя се влива в Мера, Мера е приток на Ада, докато Ада е сред големите притоци на По. По височина (2114 м) Шплюген е от сравнително високите алпийски проходи.
Проходът е използван от римско време - през него е преминавал пътят Via Spluga, който все още е запазен на места. Първият модерен път е построен от австрийците между 1818 и 1823 г. като връзка с управляваното от тях кралство Ломбардия-Венеция. Замислено е и строителство на железопътна линия, но впоследствие е решено тя да минава през тунела под Сен Готард. Значението на прохода Шплюген намалява още повече със създаването на автомобилния тунел Сан Бернардино (1967) на десет километра на запад. Днес пътят през прохода се смята за един от най-красивите и трудни в Европа.